# Catocala florida
Catocala florida är en fjärilsart som beskrevs av Schultz 1909. Catocala florida ingår i släktet Catocala och familjen nattflyn. Inga underarter finns listade i Catalogue of Life.